# ارتم کولاکوسکی
ارتم کولاکوسکی (اوکراینی: Артем Валерійович Кулаковський؛ زادهٔ ۱۱ فوریهٔ ۲۰۰۲) بازیکن فوتبال اهل اوکراین است.
از باشگاه‌هایی که در آن بازی کرده‌است می‌توان به باشگاه فوتبال فورسکلا پولتاوا اشاره کرد.
وی همچنین در تیم‌های ملی فوتبال Ukraine national under-16 football team, Ukraine national under-17 football team، و Ukraine national under-18 football team بازی کرده‌است.